# Odontota arizonica
Odontota arizonica är en skalbaggsart som först beskrevs av Gerhard Uhmann 1938.  Odontota arizonica ingår i släktet Odontota och familjen bladbaggar. Inga underarter finns listade i Catalogue of Life.